# 로라 잉걸스 와일더
로라 잉걸스 와일더(Laura Ingalls Wilder, 1867년 2월 7일 ~ 1957년 2월 10일)는 미국의 작가이자 초등학교 교사이다. 그녀는 특히 유년기의 체험을 바탕으로 어린이를 위한 가족 역사소설 시리즈를 썼다. 그녀의 딸인 로즈 와일더 레인은 책 집필을 응원했고, 소설을 편집하고 출판하는 과정을 도왔다. 가장 유명한 작품 《잉걸스가의 이야기》는 NBC TV에서 《초원의 집》으로 시리즈로 제작되었고, 한국에서도 문화방송(MBC)에서 1976년 10월부터 1981년 6월까지 매주 일요일 아침에, 1982년 7월부터 1983년 7월까지 매주 일요일 낮에 방영되었다.

## 생애

### 단란한 가정
1867년 2월 7일, 로라 엘리자베스 잉걸스는 위스콘신 페핀(Pepin) 근처에서 찰스 필립 잉걸스(Charles Philip Ingalls)와 캐럴라인 레이크 잉걸스(Caroline Lake Ingalls) 부부 사이에서 다섯 명의 자녀들 중 둘째로 태어났다. 그녀의 언니이며 첫째 딸인 메리 잉걸스는 10대에 시각장애인이 되었다. 동생들은 캐리 잉걸스, 찰스 프레드릭(어릴 때 사망), 그레이스 잉걸스 3명이 있었다. 그녀가 태어난 장소는 모형 통나무집인 리틀 하우스 웨이사이드(Little House Wayside)에서 기념하고 있다.

### 초원의 집
그곳에서의 삶은 그녀의 첫 번째 소설이자 반자전적 소설인 《초원의 집》에서 나타난다. 처자식들을 위해 열심히 일하는 씩씩한 아빠 찰스, 소를 지키기 위해 곰을 차분하고 용감하게 쫓아낸 여장부인 엄마 캐럴라인, 의젓한 언니 메리, 씩씩한 로라, 귀염둥이 꼬마 캐리가 살아가는 이야기가 그것이다. 외가집에서 단풍의 수액을 끓인 시럽을 눈과 섞어서 먹은 이야기, 주일에는 엄격한 기독교인인 부모님이 주일에는 뛰놀지 못하게 하니 마음이 답답함을 느낀 이야기, 엄마가 바쁜 가사노동을 하는 중에도 처녀적에 감성을 잃지 않는 이야기, 아빠가 식구들을 위해 열심히 노동을 하면서도 바이올린을 연주하여 식구들을 즐겁게 해주시는 이야기, 미국 정부의 이주명령으로 이사를 가야하는 터라, 포장마차(covered wagon)를 타고 강을 건너는 이야기, 강을 건너다가 잃어버린 강아지 잭이 영리하게도 길을 찾아와서 로라가 기뻐하는 이야기 등이 나온다. 미국 원주민과 개척민인 로라 가족의 갈등처럼 현실의 어두운 이야기들도 가감없이 나오고 있다.

### 조상
로라는 델러노 가문 출신이었다. 델러노 가문은 32번째 미국의 대통령인 프랭클린 D. 루스벨트의 친척이다. 델러노 가문의 조상은 1620년에 메이플라워호를 타고 이주해왔다. 조상인 에드먼드 잉걸스는 1587년 6월 27일 잉글랜드 링컨셔 스키르벡에서 태어나 미국으로 이주해갔다. 그리고 1648년 9월 16일에 매사추세츠주 린에서 사망했다.

### 교육
유년기에 그녀의 집은 중서부를 수시로 이사를 다녔다. 그녀는 명석한 아이였지만, 불안정한 가정 환경 때문에 산발적으로 교육을 받아야 했다. 가족이 종종 학교도 없는 외딴 지역에서 생활하거나, 금전적인 문제가 그녀의 교육을 중단시켰기 때문이다. 1879년, 가족은 결국 다코타 준주의 데스멧(De Smet : 현재 사우스다코타)에 정착했다. 그녀는 이곳에서 일정하게 학교에 다녔고, 초등학교 교사가 되었다.

### 결혼 생활
이후 1885년 8월 25일 10살 연상의 알만조 제임스 와일더(Almanzo James Wilder : 1857년 - 1949년)와 결혼하여 두 아이를 낳았다. 큰 딸은 소설가, 저널리스트 및 정치이론가 로즈 와일더 레인(Rose Wilder Lane : 1886년 12월 5일 - 1968년 10월 30일)이고, 다른 아들은 1889년에 태어난 직후 사망했다.

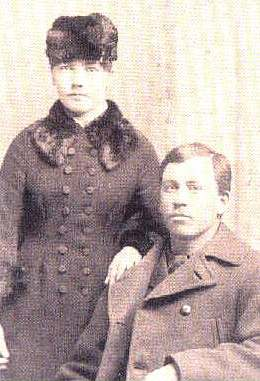
로라와 알만조

1888년 봄에 알만조는 디프테리아에 감염되어 다리가 부분적으로 마비됐다. 결국 그는 다리의 기능은 회복했지만, 여생을 지팡이에 의지해 보내야 했다. (→신체장애인)
태어난 아들의 죽음(1889년 가을), 화재로 인한 주거 상실(1889년 가을) 몇 년간 계속 된 가뭄으로 늘어난 부채는 그들이 가지고 있던 1.3 km2의 땅을 앗아갔다.

### 다시 일을 시작하다
1890년, 와일더가는 사우스다코타를 떠나 알만조 부모가 성공한 미네소타 농장에 약 1년간 체류한 다음 플로리다로 이주했다. 플로리다의 따뜻한 기후가 신체장애인인 알만조의 요양을 위해 좋다고 생각했지만, 건조한 평원에서 오랫동안 살았던 로라는 남쪽의 온도와 습도에 견디지 못하고 얼마되지 않아 데스멧으로 돌아와 작은 집을 구입했다. 와일더 일가는 조숙한 로즈가 학교에 입학할 수 있도록 특별 허가를 받았고, 다시 농장을 경영하기 위해 알만조는 일용직 노동자, 로라는 바느질하는 노동자로 일을 시작했다.

### 농장을 만들다
1894년 8월 31일, 생활고로 인해 미주리 맨스필드로 마지막 이사를 가게 되었다. 그들은 조금 남은 재산을 투입해서 농장을 구입하고, 록키 리지 농장(Rocky Ridge Farm)으로 명명했다. 그곳은 0.18 km2의 면적에 두텁게 나무가 우거져 있는 바위로 덮인 곳이었으며, 사면에 창문이 달린 작은 통나무 집으로 시작했다. 이후 20년에 걸쳐 0.8 km2에 이르는 양계장, 착유장, 과수원을 포함 농장으로 발전했다. 붕괴 직전의 통나무집은 결국 인상적이고 독특한 10면을 가진 주택으로 재건축되었다.

### 경제적 어려움을 함께 극복하다
경제적 위기가 서서히 왔다. 농장의 첫 수입은 황무지에서 돌과 나무를 제거한 후 가혹한 노동으로 얻은 마차 한 대 분의 장작을 알만조가 거리에서 팔아 얻은 50센트였다. 과수원에 심어진 사과나무는 7년간 열매를 맺지 않았다. 간신히 생활이 가능한 새로운 농장에 사는 것을 포기하고 와일더가는 1890년대 말에 가까운 맨스필드로 이주하기로 결정했다. 알만조는 기름 딜러 및 우체국에서 일을 얻었고, 로라는 철도노동자들을 위해 밥짓는 일을 얻었다. 시간적 여유가 있을 때는 농장개선 및 미래설계에 시간을 보냈다.

### 로즈
딸 로즈는 지적인 여성으로 자랐으나, 부모가 사랑한 시골 생활에 만족하지 못하고 불안해 했다. 그녀는 나중에 자신의 불행과 맨스필드 학교의 고아는 가족의 경제적 곤궁과 그녀 자신의 학업 성적의 평판 때문이었다고 설명했다. 16 살까지 그녀는 맨스필드의 커리큘럼에 불만을 가졌으며, 더 나은 학문을 배울 수 있는 고등학교에 다니기 위해 루이지애나주 크라울리에 고모 엘리자 제인 와일더(Eliza Jane Wilder)에게 가서 한 해를 보낸다. 그녀는 1904년에 고등학교를 졸업하고 바로 맨스필드로 돌아왔다. 이때 집안살림은 다소 나아졌지만, 로즈가 고등교육을 받을 수 있을 정도는 아니었다. 로즈는 맨스필드에서 전신 기술을 배우고, 바로 캔자스 시티 로 가서 웨스턴 유니온에서 전신 일을 했다. 1904년 당시 17세의 소녀가 생업을 위해 집을 나오는 일은 드물었으며, 그녀의 부모는 딸이 맨스필드에서 전형적인 가정주부로 평생을 보내기에는 적합하지 않음을 이해하고 있었다. 그 후 몇 년 동안 주목할 만한 변화가 일어나, 로즈 와일더 레인은 당시의 유명한 문인이 되었다. 로라 잉걸스 와일더가 1930년대에 《잉걸스 일가의 이야기》(Little House books) 시리즈를 발표할 때까지 로즈는 미주리 맨스필드 출신의 가장 유명한 인물이었다.

### 사망
남편 알만조는 1949년 92세의 나이로 사망했으며, 로라도 1957년 2월 10일 90회 생일이 3일 지나 맨스필드 농장에서 사망하였다. 부부가 모두 미주리 주의 맨스필드 소재 록키 릿지 농장에서 생을 마쳤고, 마을 공동묘지에 딸 로즈의 옆에 묻혔다. 잉걸스가의 다섯 자녀 중 후손을 남긴 것은 로라가 유일하지만, 로라의 딸 로즈는 아들을 사산한 후 수술로 아이를 낳지 못하는 몸이 되어 잉걸스가의 혈맥은 의외로 중단되었다.

## 작품
- 초원의 집 (Little House in the Big Woods) (1932)
- Little House on the Prairie (1935)
- 《농장소년》 (Farmer Boy) - 남편 알만조 와일더의 뉴욕에서의 성장기
- On the Banks of Plum Creek (1937), 뉴베리상 수상작
- By the Shores of Silver Lake (1939), 뉴베리상 수상작
- The Long Winter|The Long Winter (novel)|The Long Winter (1940), 뉴베리상 수상작
- Little Town on the Prairie (1941), 뉴베리상 수상작
- These Happy Golden Years (1943), 뉴베리상 수상작
- On the Way Home (1962, 유고작) – 데스멧에서 맨스필드로 이사하면서 쓴 일기, 딸 로즈가 편집, 추가
- The First Four Years (1971, 유고작)
- West from Home (1974, 유고작) – 샌프란시스코에서 래인을 방문한 동안 알만조에게 보낸 편지